# Odinadiplosis mathuri
Odinadiplosis mathuri är en tvåvingeart som först beskrevs av Mani 1935.  Odinadiplosis mathuri ingår i släktet Odinadiplosis och familjen gallmyggor. Inga underarter finns listade i Catalogue of Life.